# Søndre Ringvej (Give)
 For alternative betydninger, se Søndre Ringvej. (Se også artikler, som begynder med Søndre Ringvej)
 Søndre Ringvej  er en tosporet ringvej, der går igennem det sydlige Give.
Ringvejen er med til at lede trafikken uden om byen og ud til bl.a. Midtjyske Motorvej (primærrute 18), der går mod Herning og Vejle, samt motortrafikvejen Farrevej (primærrute 30), der går mod Billund og Billund Lufthavn, så byen ikke bliver belastet af for meget gennemkørende trafik.
Vejen forbinder Diagonalvejen i vest med Torvegade i øst og har forbindelse til Hyldevang og Ringivevej.